# Leaves' Eyes
I Leaves' Eyes sono un gruppo musicale symphonic metal norvegese.

## Storia
Il gruppo è stato formato nel 2003 da alcuni componenti degli Atrocity e dalla cantante Liv Kristine, già voce di Theatre of Tragedy.
L'album con cui debuttarono, Lovelorn, è uscito nel 2004. Il secondo, Vinland Saga, è stato pubblicato il 30 marzo 2005. L'EP Legend Land, considerato seguito di Vinland Saga, è datato 2 giugno 2006. Liv Kristine scrive tutti i testi delle canzoni della band.
I Leaves' Eyes hanno fatto da spalla ai Blind Guardian nel loro tour in Nord America nel novembre 2006. Nel 2008 sono stati in tour con Kamelot, Fairyland, King Diamond e Kreator.
Il 24 luglio 2009 è uscito l'EP My Destiny mentre il 28 agosto 2009 è uscito l'LP Njord.
Il 16 aprile 2016 viene annunciata l'uscita dalla formazione di Liv Kristine, rimpiazzata dalla cantante finlandese Elina Siirala. Il 4 settembre 2016 il gruppo annuncia la pubblicazione dell'EP Fires in the North, la cui pubblicazione è prevista per 4 novembre con l'etichetta Napalm Records.
Il 12 gennaio 2018 è uscito Sign of the Dragonhead, primo album con la cantante Elina Siirala.

### The Last VikingeMyths of Fate(2020-presente)
The Last Viking è stato pubblicato il 23 ottobre 2020. L'album porta avanti il percorso verso il folk metal e l'uso di testi storici. Il 23 maggio 2021 la band ha annunciato l'aggiunta del bassista Andre Nasso. Il 29 dicembre 2021 è stato annunciato che Thorsten Bauer lascerà la band entro la fine del 2021.
Il 9 dicembre 2023, la band ha rivelato il titolo del loro nono album, Myths of Fate, che è stato pubblicato il 22 marzo 2024.

## Formazione
Attuale

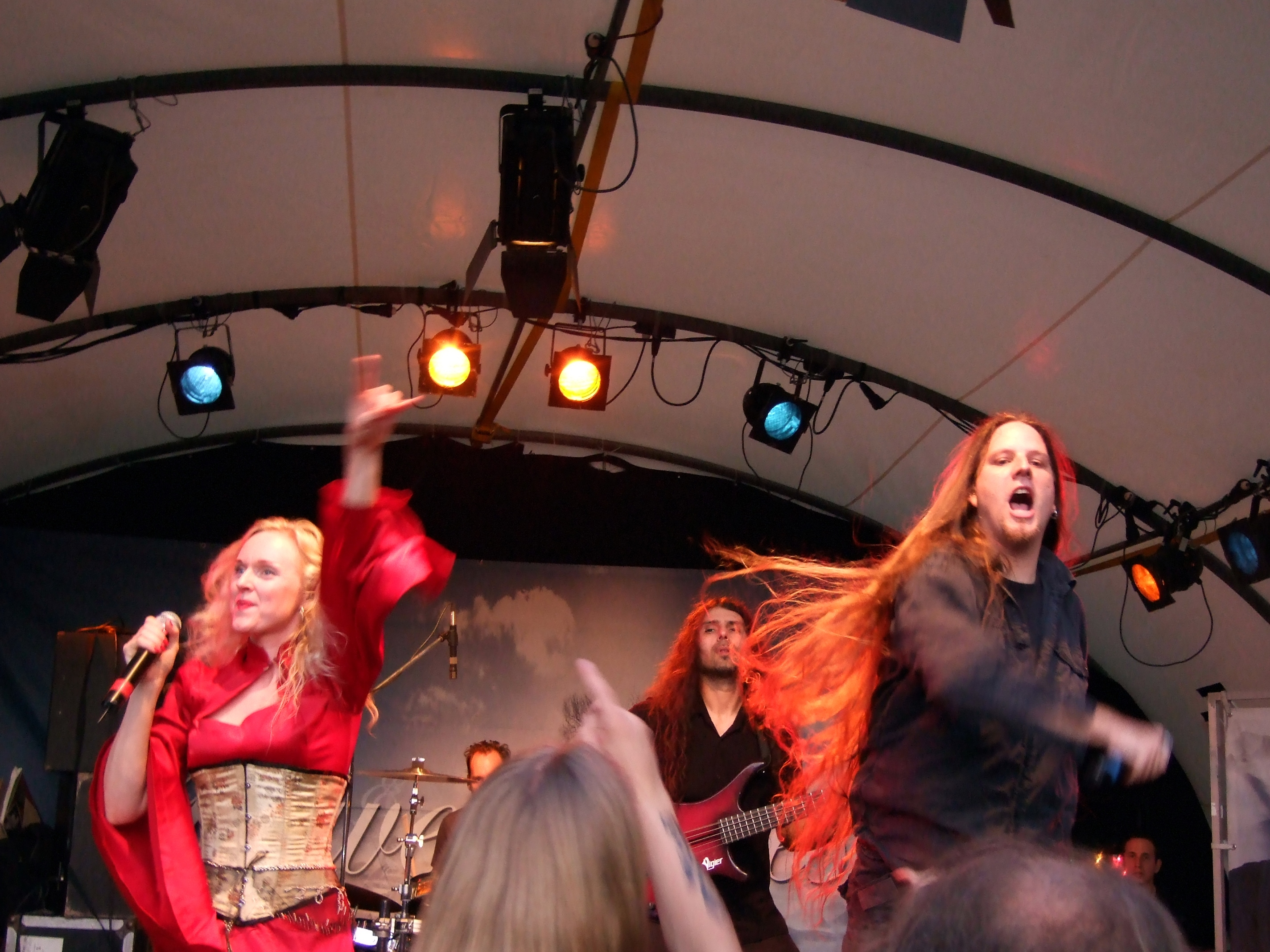
Liv Kristine e Alexander Krull nel 2007

- Alexander Krull - tastiere, voce (2003-presente)
- Joris Nijenhuis - batteria (2013-presente)
- Elina Siirala - voce (2016-presente)
- Micki Richter - chitarra (2019-presente)
- Andre Nasso - basso (2021-presente)
- Luc Gebhardt - chitarra (2022-presente)

Ex componenti
- Liv Kristine Espenæs Krull - voce (2003-2016)
- Mathias Röderer - chitarra (2003-2010)
- Chris Lukhaup - basso (2003-2007)
- Martin Schmidt - batteria (2003-2004)
- Nicholas Barker - batteria (2004-2008)
- Moritz Neuner - batteria (2005-2007)
- Alla Fedynitch - basso (2007-2010)
- Seven Antonopoulos - batteria (2008-2010)
- Sander van der Meer - chitarra (2010-2015)
- J.B. van der Wal - basso (2010-2013)
- Roland Navratil - batteria (2010-2012)
- Felix Born - batteria (2012-2013)
- Pete Streit - chitarra (2015-2019)
- Thorsten Bauer - chitarra, basso (2003-2021)

## Discografia
Album in studio
- 2004 - Lovelorn
- 2005 - Vinland Saga
- 2009 - Njord
- 2011 - Meredead
- 2013 - Symphonies of the Night
- 2015 - King of Kings
- 2018 - Sign of the Dragonhead
- 2020 - The Last Viking
- 2024 - Myths of Fate

Album dal vivo
- 2009 - We Came with the Northern Winds: En Saga i Belgia

EP
- 2004 - Into Your Light
- 2005 - Elegy
- 2006 - Legend Land
- 2009 - My Destiny
- 2010 - At Heaven's End
- 2012 - Melusine
- 2016 - Fires in the North
- 2019 - Black Butterfly